# Luigi Galleani
Luigi Galleani (Vercelli, 12 d'agost de 1861 - Batesville, 4 de novembre de 1931) va ser un anarquista italià.
Va fundar la revista anarquista en italià Cronaca Sovversiva - Crònica Subversiva-, publicada als Estats Units i va ser abolida el 1919. Va ser autor de diversos llibres, incloent La fine del Anarchismo? -La fi de l'anarquisme?-.

## Biografia
Va esdevenir en anarquista quan era un estudiant de dret a la Universitat de Torí, sota l'amenaça de persecució, va fugir a França, on va viure des de 1880 fins a 1900. Expulsat de França per haver participat en una protesta, es va traslladar a Suïssa, on va assistir al geògraf i anarquista francès Elisée Reclus, a qui va ajudar en la redacció de la "Nouvelle Géographie Universale." Per la seva participació, juntament amb estudiants de la Universitat de Ginebra, en una commemoració dels Màrtirs de Haymarket, anarquistes executats a Chicago el 1887, va ser expulsat de Suïssa i va tornar a Itàlia, el 1895 sent-hi arrestat i confinat a Pantelleria d'on va fugir el 1900, trobant refugi a Egipte.

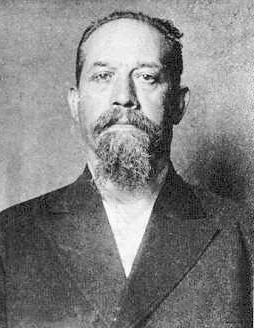
Luigi Galleani probablement l'any 1912

Va viure aquí un any fins que, amenaçat amb l'extradició, es va traslladar a Londres i d'allà va embarcar als Estats Units, on va arribar a l'octubre de 1901, un mes després que l'anarquista Leon Czolgosz –fill d'immigrants polonesos- assassinara el president William McKinley. Es va establir a Paterson, Nova Jersey, una ciutat en què hi havia una colònia d'anarquistes immigrants. Galleani es va convertir en redactor en cap de la revista anarquista «La Questione Sociale», va donar suport a les vagues dels obrers de la seda de Paterson el 1902 i hi va ser ferit per la policia que va disparar durant la vaga. Sota l'amenaça de detenció, va fugir al Canadà, però va tornar il·legalment el 1903 als Estats Units, establint-se en Barre, (Vermont) i fundant, el 6 de juny la revista anarquista «Cronaca Sovversiva»,dirigida durant alguns mesos per l'escultor italià Carlo Abate, que va emigrar aquí a finals del segle xix, i que també va dissenyar la capçalera del setmanari.
Una polèmica periodística amb l'escriptor Giacinto Menotti Serrati, socialista i editor de «Il Proletario» de Nova York, va facilitar la revelació de la seva identitat a les autoritats nord-americanes, i la consegüent extradició i judici a Nova Jersey per l'afer de Paterson durant el mes d'abril de 1907, del qual va ser no obstant això absolt - un dels vaguistes de llavors va ser condemnat a mort-.
De tornada a Barre, reprèn les activitats propagandístiques. A Itàlia, l'ex anarquista i ara socialista Francesco Saverio Merlino, en una entrevista publicada el juny de 1907 pel diari La Stampa, de Torí sota el títol La fine dell'anarchismo, va proclamar la propera desaparició de l'anarquisme, que considera una doctrina obsoleta i mancada de validesa teòrica. Galleani el va prendre de referència per respondre en el seu "Crònica subversiva" amb diversos articles - que després es recolliran en un volum titulat "La fi de l'anarquisme?" – en què confirma la validesa i la vitalitat de les teories anarquistes.
El 1912 es va traslladar a Lynn (Massachusetts), continuant amb la publicació de la seva revista en la qual va denunciar el 1914, la guerra, polemitzant amb l'anarquista “Príncep” Kropotkin, favorable a la guerra al costat de la Triple Entença. L'entrada a la guerra dels EUL'abril del 1917, va portar a llur detenció sota l'acusació de derrotisme, el tancament del diari i el 24 de juny de 1919, l'expulsió del país, estant obligat a abandonar dona i quatre fills, amb l'extradició a Itàlia.
Es va establir a Torí, Galleani va reprendre la publicació de "Crònica subversiva". Amb l'adveniment del feixisme italià, la revista va ser suprimida, el personatge va ser detingut i condemnat a catorze mesos de presó. Un cop alliberat, va col·laborar amb la revista anarquista publicada a Amèrica en italià «L'Adunata dei Refrattari»"La Trobada de refractaris". Detingut de nou el novembre de 1926, va ser confinat primer a Lipari i, a continuació, pels insults a Mussolini, va ser sentenciat a sis mesos de presó, que va complir a la presó a Messina. Alliberat per motius de salut el febrer de 1930. Galleani va ser enviat a la residència forçosa en el petit poble de Caprigliola petit poble a la ciutat de Aulla (província de Massa-Carrara), on va morir l'any següent, als setanta anys d'un atac de cor.
De Galleani i els seus companys hi ha un record per part d'en Francesco Leone, un dels líders dels “Arditi del Popolo” operatiu a Biella, Vercelli i Novara en el període dels atacs dels esquadrons feixistes al Vercelli."
..... Ja veus, hi havia un grup d'anarquistes. Aquí no era en Luigi Galleani, que havia estat als Estats Units per un temps i després va ser també aquí. De fet, crec que aquest grup d'anarquistes es deien el grup de Galleani. Aquest grup era compost d'elements molt ferms, molt ferms. Recordo, per exemple, després de la baralla amb els feixistes, ---sempre em surt cada nit, encara que sempre hi havia baralles- una vegada que també van disparar des d'un carreró: per uns metres de distància no em van agafar. Bé, aquests anarquistes, sense jo saber-ho, després d'aquest acte, es van distribuir a la nit als jardins en la meva pròpia defensa, sense que jo tan sols ho sabera..... "